# Oscar Rudolph
Oscar Rudolph (2 de abril de 1911 – 1 de febrero de 1991) fue un director, actor y productor televisivo y cinematográfico de nacionalidad estadounidense. Fue el padre del director, guionista y productor Alan Rudolph.

## Biografía
Nacido en Cleveland, Ohio, en 1924 su familia se mudó al Sur de California. Allí empezó, con catorce años y como actor infantil en Hollywood, su carrera en el mundo del espectáculo. Su primer film fue Little Annie Rooney (1925), que protagonizaba la legendaria Mary Pickford. Rudolph actuó en un total de 36 producciones rodadas entre 1925 y 1947, la mayoría de ellas con pequeños papeles sin créditos. Su última actuación llegó con la película Easy Come, Easy Go, en la que trabajaban Diana Lynn, Sonny Tufts y Barry Fitzgerald.
La trayectoria de Rudolph como director abarcó cuatro décadas, desde inicios de los años 1940 a mediados de los 1970. Empezó como ayudante de dirección en diferentes filmes rodados en la década de 1940, pasando al floreciente medio televisivo en la siguiente década. Dirigió episodios de más de 500 shows televisivos, entre ellos series tan populares como The Donna Reed Show, El llanero solitario, McHale's Navy, The Phyllis Diller Show, Mi marciano favorito, Batman y The Brady Bunch.
Entre sus películas como director destacan The Rocket Man (1954), Twist Around the Clock (1961) y Don't Knock the Twist (1962).
Oscar Rudolph falleció en el Encino Hospital Medical Center de Encino (Los Ángeles), California, en 1991, a causa de las complicaciones surgidas tras sufrir un ictus. Le sobrevivieron su esposa Sylvia, su hijo Alan, y una hija.

## Selección de su filmografía

### Director
- 1952 : The Hunter
- 1954 : The Rocket Man
- 1959 : Adventure Showcase
- 1959 : Doctor Mike
- 1960 : Tom, Dick and Harry
- 1961 : Twist Around the Clock
- 1962 : Don't Knock the Twist
- 1962 : The Wild Westerners
- 1965 : Mi bella genio
- 1966 : The Pruitts of Southampton
- 1968 : El fantasma y la señora Muir
- 1968 : Adam-12
- 1972 : The Paul Lynde Show
- 1973 : Here We Go Again
- 1976 : The Wackiest Wagon Train in the West

### Actor
- 1925 : The Merry Widow
- 1925 : Little Annie Rooney, de William Beaudine
- 1929 : So This Is College
- 1929 : Indomptée
- 1929 : Their Own Desire
- 1930 : In Gay Madrid
- 1931 : Blood and Thunder
- 1931 : The Secret Six
- 1932 : Divorce in the Family
- 1933 : This Day and Age
- 1934 : The Last Gentleman
- 1934 : The Most Precious Thing in Life, de Lambert Hillyer
- 1934 : Gridiron Flash
- 1935 : The Whole Town's Talking, de John Ford
- 1935 : Eight Bells
- 1935 : College Scandal
- 1935 : Las cruzadas
- 1935 : Annapolis Farewell
- 1935 : Two for Tonight
- 1935 : It's a Great Life
- 1935 : She Couldn't Take It
- 1935 : Sublime obsesión
- 1936 : Anything Goes
- 1936 : The Return of Sophie Lang
- 1936 : The Plainsman
- 1937 : The Holy Terror
- 1937 : Swing High, Swing Low
- 1937 : Maytime
- 1937 : Hotel Haywire
- 1937 : Blonde Trouble
- 1937 : Wells Fargo
- 1938 : Touchdown, Army
- 1939 : Somewhat Secret
- 1940 : Emergency Squad
- 1947 : Easy Come, Easy Go